# Gábor Hraskó
Gábor Hraskó (Boedapest, 26 augustus 1963) is een Hongaarse wetenschapscommunicator en skepticus die bekend is in de Hongaarse en internationale beweging als voorzitter van Szkeptikus Társaság (Hongaarse Skeptische Vereniging) en voorzitter van de European Council of Skeptical Organisations (2013–2017). Hij is lid van de Bond van Hongaarse Wetenschapsjournalisten, auteur van de popwetenschapsblog "X-Aknák" en was co-redacteur en co-presentator van de gelijknamige televisieserie.

## Persoonlijk leven en opleiding
Hij is de oudste zoon van Péter Hraskó, een beroemde natuurkundige, die breed gewaardeerd wordt voor zijn onderzoeks- en onderwijswerk op het terrein van de relativiteitstheorie.
Hij behaalde zijn middelbareschooldiploma in 1981, waarna hij biologie ging studeren aan de prestigieuze Loránd Eötvös-universiteit en een Research Mastergraad behaalde in 1987. Daarna werkte hij tot 1989 als bioloog aan de zoölogieafdeling van Hongaars Natuurwetenschappelijk Museum, om ten slotte over te stappen naar de IT-wereld.

## Carrière als skepticus

### Wetenschapsonderwijzer

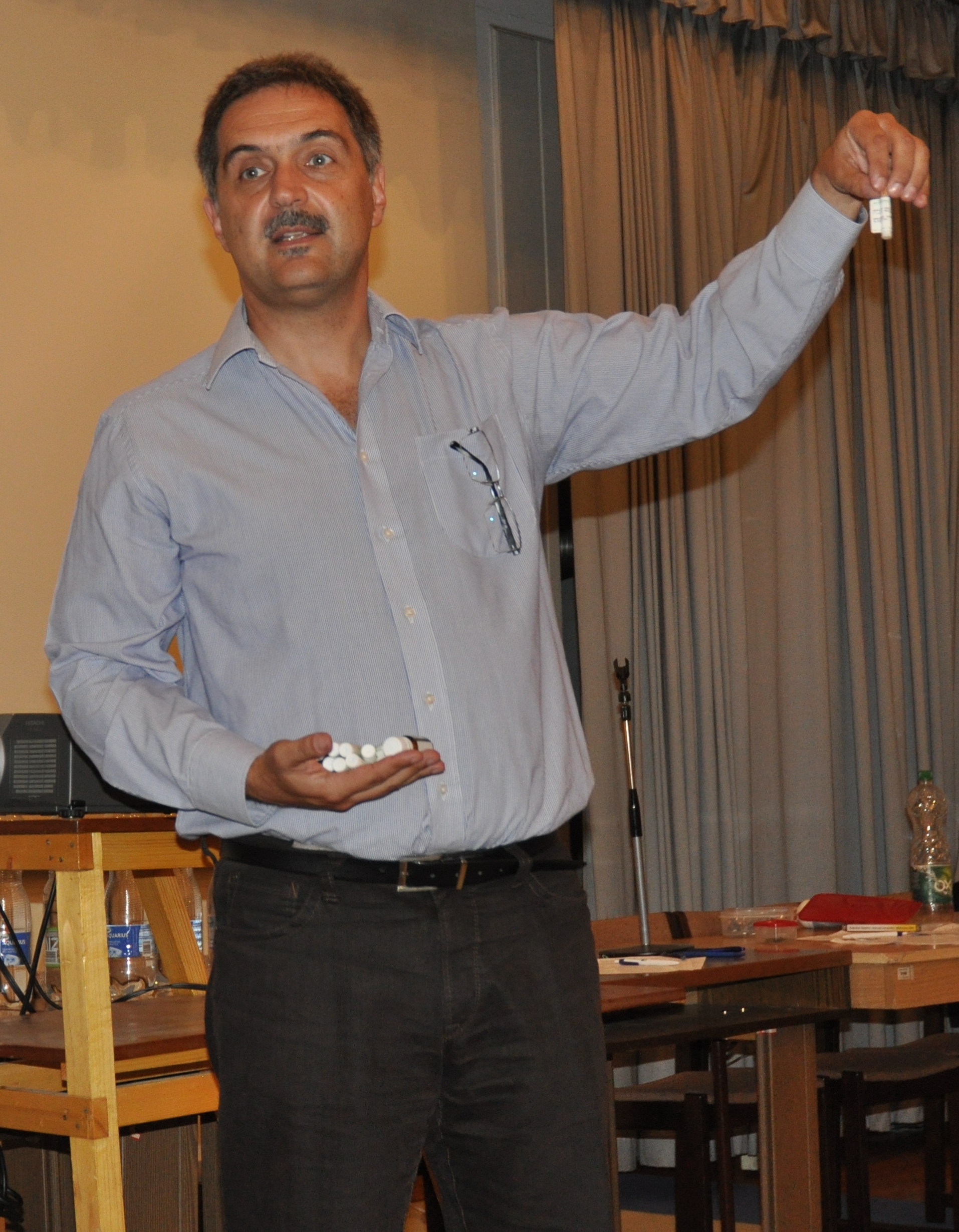
Hraskó geeft een homeopathielezing, georganiseerd door Szkeptikus Társaság.

Hraskó's eerste wetenschappelijke onderwijsartikelen werden in 1999 gepubliceerd in het Hongaarse wetenschappelijk tijdschrift Természet Világa, in een speciale column die drie nummers duurde en de titel "Szkeptikus Sarok" ("Skeptisch Hoekje") droeg. Dit werd gevolgd door verscheidene andere artikelen, maar in 2001 begon hij zijn eigen skeptische blog onder de naam X-Aknák ("X-Mijnen", een verwijzing naar de toen zeer populaire serie The X-Files).

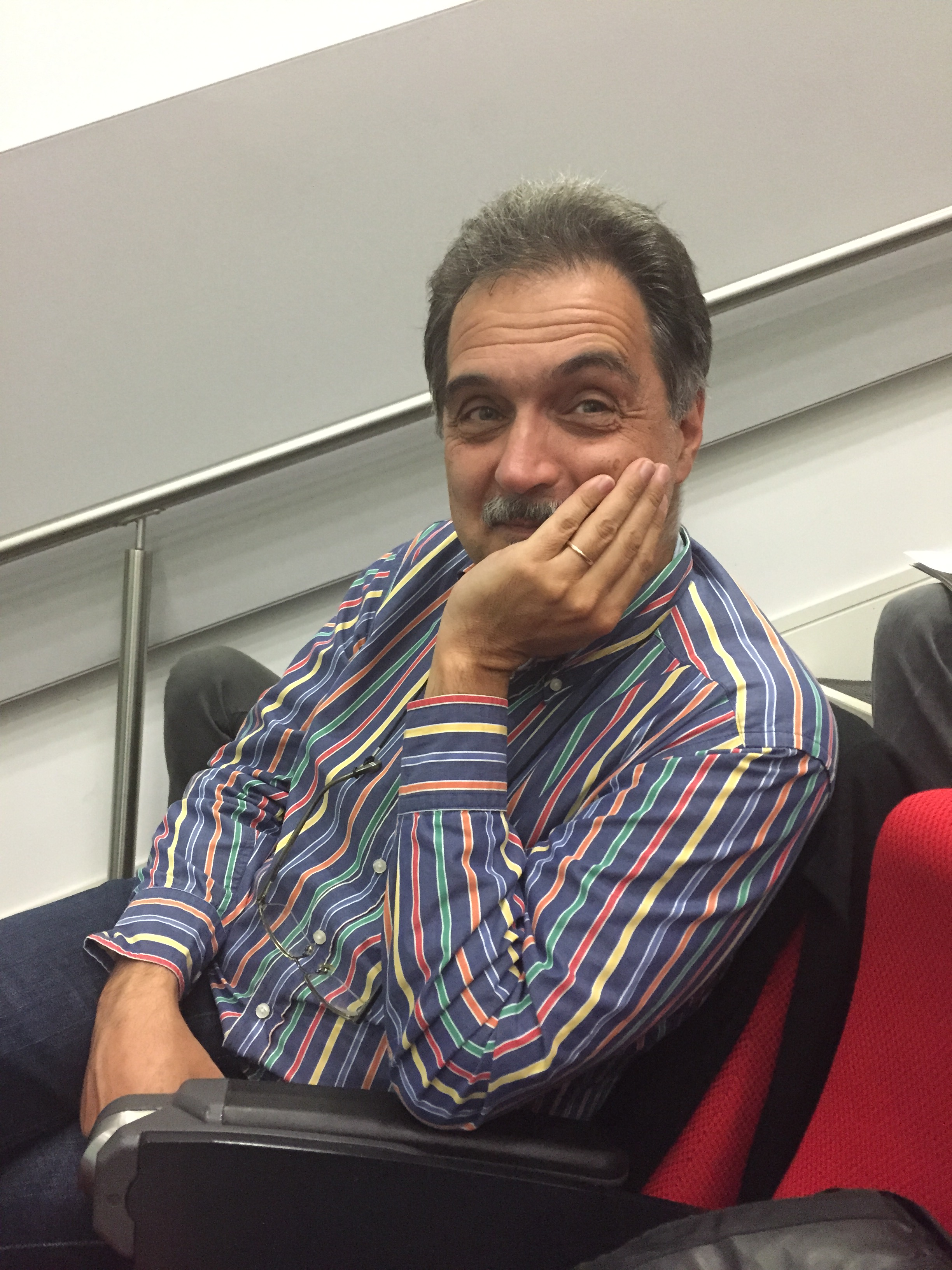
Gábor Hraskó op het 16e European Skeptics Congress in Londen.

In 2003 gebruikte men dezelfde titel voor een tv-serie die hij mede redigeerde en presenteerde met de beroemde Hongaarse quizpresentator en medeskepticus István Vágó. De show bevatte levendige debatten met voorstanders van pseudowetenschappelijke claims. Er werden maar 11 afleveringen uitgezonden voordat het kanaal (ATV) de serie beëindigde, naar eigen zeggen omdat er gewelddadige reacties waren van de besproken pseudowetenschappers en negatief commentaar van kijkers.

### Skeptisch activist
Na de politieke omwenteling in Hongarije in 1990, begonnen verschillende claims van pseudoswetenschappelijke aard op te komen in het land. Om een georganiseerde kracht tegen pseudowetenschap te leveren, werd in 1992 de groep Tényeket Tisztelők Társasága ("Vereniging voor de Eerbiedigers van Feiten", ook wel 'Hongaarse Skeptici' genoemd) opgericht. Hoewel dit geen officieel bestaand orgaan was, werd Hraskó bestuurslid en secretaris. Toen echter duidelijk werd dat de puur academische stijl in de skeptische beweging niet efficiënt was, begonnen hij en István Vágó met de voorbereidingen voor het stichten van een officieel bestaande organisatie die activisme met een breed maatschappelijk draagvlak kon coördineren.

### Rol in de Hongaarse skeptische beweging
In december 2006 werd Szkeptikus Társaság (SzT) opgericht, waarbij István Vágó tot voorzitter werd verkozen en Gábor Hraskó tot vicevoorzitter van de organisatie. In 2008 werd hij directeur en in 2009 voorzitter, wat hij tot op heden is.

### Rol in de Europese skeptische beweging

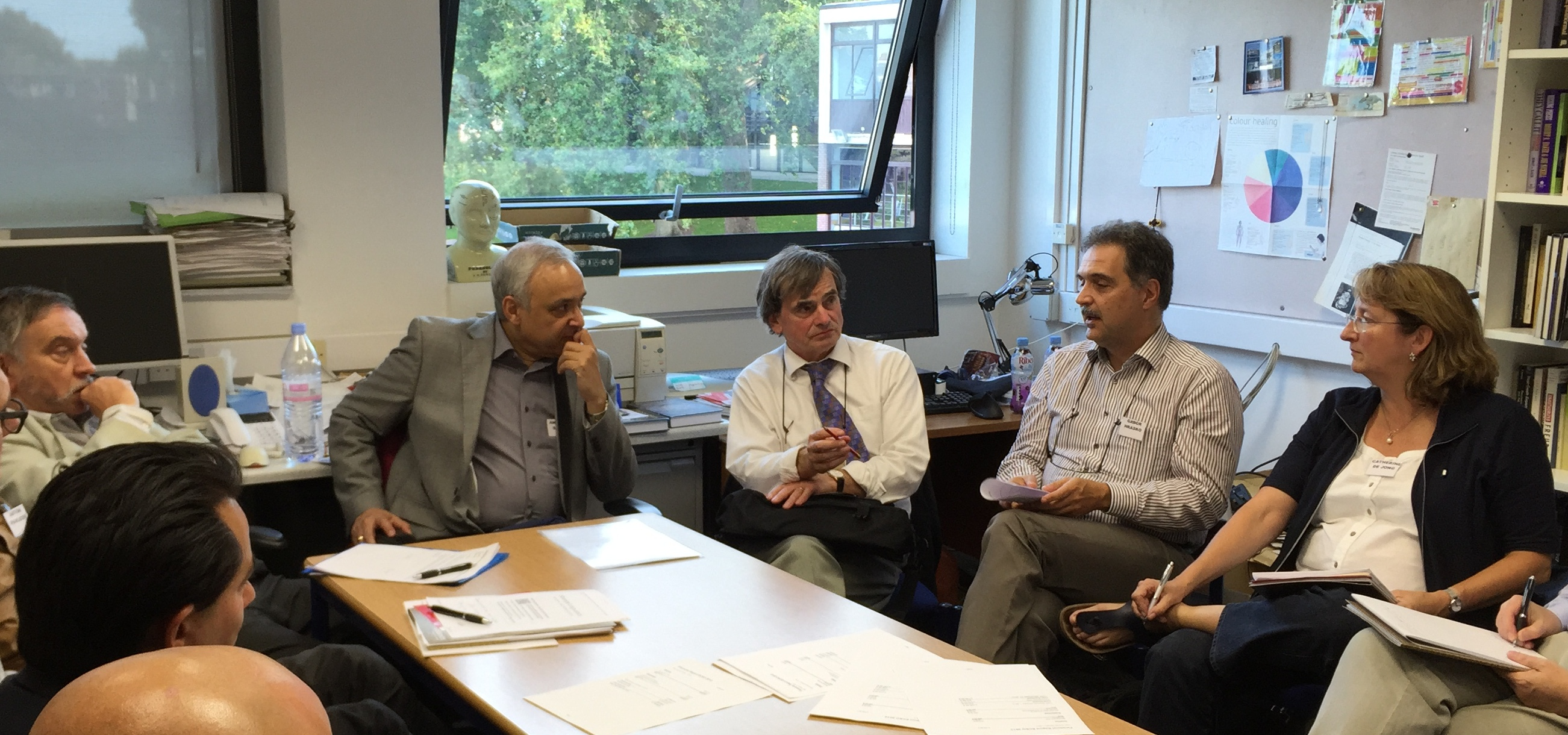
Het bestuur van de ECSO vergadert in Londen op het 16e European Skeptics Congress in 2015: Tim Trachet, Amardeo Sarma, Michael Heap, Gábor Hraskó en Catherine de Jong.

Nadat SzT zich in 2007 aanslot bij de European Council of Skeptical Organisations (ECSO), was hij hoofdorganisator van het geslaagde 14e European Skeptics Congress in 2010 gehouden in Boedapest, georganiseerd door de Hongaarse Skeptici. Hij werd vicevoorzitter van de ECSO en in 2013 werd hij verkozen tot voorzitter van de organisatie op het 15e European Skeptics Congress in Stockholm. In 2017 werd hij als voorzitter opgevolgd door Claire Klingenberg.
In de afgelopen jaren heeft Hraskó belangrijke skeptische bijeenkomsten in heel Europa bijgewoond en nog steeds een leidende rol gespeeld in de Hongaarse skeptische beweging in het algemeen, waaronder de 10:23-campagne.

## Publieke leven
Hraskó was actief in de internationale groene beweging in de late jaren 1980 en vroege jaren 1990 en medeoprichter van de Groene Partij van Hongarije (Magyarországi Zöld Párt), waarbinnen hij verantwoordelijk was voor internationale betrekkingen vanaf 1989. In deze periode was hij hoofdorganisator van de eerste Oost-Europese conferentie van een voorloper van de Europese Groene Partij in Boedapest in 1990. Hij was ook een van de leidende leden van de GreenWay-beweging als hoofdredacteur van hun nieuwsbrief.

## Andere activiteiten
Gábor Hraskó is en ervaren wandelaar en een bevlogen vogelaar, en heeft ook een passie voor vliegen, hetgeen hij beoefent door zelfonderwijs in vluchtsimulators.